# Maria Snel
Maria Dina Snel  (Amsterdam, 2 november 1890 – Den Haag, 24 november 1941) was een Nederlands verzetsstrijder.
Snel was onderwijzeres en was tijdens de Tweede Wereldoorlog betrokken bij de verspreiding van Vrij Nederland. Ze overleed op 51-jarige leeftijd in het Oranjehotel in Scheveningen.
Ze is herbegraven op het Ereveld Loenen.  In Amsterdam-Zuidoost is een plantsoen naar haar genoemd, en een metrobrug; de Maria Snelmetrobrug.